# Théobald Dupont
Pour les articles homonymes, voir Dupont.
Joseph Théobald Dupont, né le 21 mars 1811 à Saint-Julien-en-Genevois (Haute-Savoie) et décédé le 25 mars 1883 à Nice (Alpes-Maritimes), est un homme politique français.
Avoué à Saint-Julien-en-Genevois, il est sous-préfet de la ville après le 4 septembre 1870, maintenu en fonction jusqu'au 24 mai 1873.
Il est député de la Haute-Savoie de 1877 à 1883, inscrit au groupe de la Gauche républicaine.

## Sources
- « Théobald Dupont », dans Adolphe Robert et Gaston Cougny, Dictionnaire des parlementaires français, Edgar Bourloton, 1889-1891 [détail de l’édition]